# Josua Vakurunabili
Josua Vakurunabili (10 juni 1992) is een Fijisch rugbyspeler.

## Carrière
Vakurunabili won met de ploeg van Fiji tijdens de Olympische Zomerspelen van Tokio de gouden medaille.

## Erelijst

### Met Fiji
- Olympische Zomerspelen:  2021